# Condizione di indifferenza
Nel campo delle reti logiche e dell'algebra booleana le condizioni di indifferenza (don't care, in inglese) sono delle configurazioni degli ingressi di una rete (o funzione) che per un qualche motivo possono venire ignorati. Ciò solitamente avviene quando gli ingressi della rete in questione sono filtrati da un circuito più a monte che per costruzione non restituirà mai il valore di indifferenza. In tal caso si dice che la condizione non è osservabile. Se invece ad essere filtrata è l'uscita del circuito, può avvenire che qualora si presentasse la condizione di indifferenza in input, l'output sarebbe ignorato dal resto del sistema. In questo caso si definisce non misurabile.
Sostanzialmente, quando si presenta una condizione di don't care, l'output del circuito (e della funzione che lo modella) può essere scelto arbitrariamente. Se vi sono più condizioni di don't care ognuna di esse è indipendente dalle altre, ovvero per ognuna può essere scelto un valore di ritorno diverso.
Questo può essere utilizzato per ottimizzare i circuiti. Le don't care permettono di scegliere per ogni funzione booleana (tra 0 ed 1) il valore più conveniente da restituire al presentarsi della condizione di indifferenza. Vengono così scelti i valori che permettono, tramite l'applicazione di algoritmi di minimizzazione appositi (Mappa di Karnaugh o Quine McCluskey), di ottenere il circuito migliore secondo qualche giudizio di merito specifico.